# 扎琼鄂玛
扎琼鄂玛（藏語：རྩ་ཆུང་སྔོ་དམར，威利转写：rtsa chung sngo dmar，THL：Tsachung Ngomar，藏语拼音：Zaqungngomar）是中華人民共和國西藏自治区西亚尔岗山的最高峰，海拔6304米，地處那曲市双湖县嘎措乡南部，亦為羌中隆起與羌塘盆地的交界點。山顶终年积雪，发育有冰帽类型的现代冰川，面积有15平方公里。冰雪融水分别汇入东麓的鄂雅错、南麓的朋彦错和西北麓的恰岗错、孔孔茶卡等河湖。